# ペピーノ・ガリアルディ

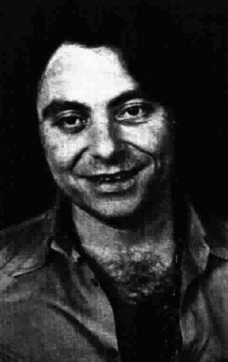
ペピーノ・ガリアルディ

ペピーノ・ガリアルディ（Peppino Gagliardi、1940年5月25日 - 2023年8月9日）は、イタリアの歌手。ナポリ出身。ペッピーノ・ガッリャールディとも言う。

## プロフィール
歌手になる前まではピアニストを目指して勉強していたが、20歳の頃にポップス歌手に転向。イタリアでの最初のヒット曲は1963年の「T'amo e t'amero」である。
他にも1970年代前半に発表された「Settembre」等のヒット曲を持つ。1980年代や1990年代には以前ほどの人気が衰えてしまったが、現在でもイタリアを代表する歌手として活動している。
日本においては1970年に大ヒットしたレイ・ラブロック主演映画「ガラスの部屋」の主題歌「Che vuole questa musica stasera」で知られたが、2000年代に入ってから、お笑いタレントのヒロシが自らのネタのBGMに「ガラスの部屋」を使用し、洋楽のコンピレーションアルバムにも「ヒロシのテーマ」として収録されるという現象も起きた。ヒロシとはバラエティ番組で対面している。
2023年8月9日に死去。83歳没。ミュージシャン仲間のジャンニ・アテッラーノにより訃報が発表された。

## ディスコグラフィー

### シングル
- ガラスの部屋(1970年4月20日)：オリコン最高位16位
  - 日本ではお笑いタレントのヒロシがBGMとして使用。映画「コードネーム U.N.C.L.E.」では、ナポレオン・ソロが乗り込んだトラック内で聞くラジオから流れる曲として使用されている。